# 9군 (호찌민시)
9군(Quận 9)은 베트남 호찌민시의 군이다. 2010년 기준으로 , 9군의 인구는 263,486명이며, 면적은 114 km2이다.

## 지리
9군은 동쪽으로 동나이성에 접하고, 서쪽으로는 빈즈엉성에 경계를 접한다. 남쪽으로는 2군이 있고, 서쪽으로는 트득군이 있다.

## 행정구역
13개의 프엉이 있다.

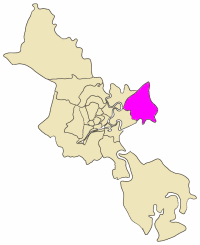

- 프억 롱 A (Phước Long A / 福隆A)
- 프억 롱 B (Phước Long B / 福隆B)
- 땅니언 푸 A (Tăng Nhơn Phú A / 增仁富A)
- 땅니언 푸 B (Tăng Nhơn Phú B / 增仁富B)
- 롱쯔엉 (Long Trường / 隆長)
- 쯔엉탄 (Trường Thạnh / 長盛)
- 프억번 (Phước Bình / 福平)
- 탄푸 (Tân Phú / 新富)
- 히엡푸 (Hiệp Phú / 協富)
- 롱탄 (Long Thạnh Mỹ / 隆盛美)
- 롱빈 (Long Bình / 隆平)
- 롱프억 (Long Phước / 隆福)
- 푸후 (Phú Hữu / 富有)

## 교육
프랑스 국제 학교인 Lycée Français International Marguerite Duras가 롱빈에 있다.

## 명소
- 수오이띠엔 놀이공원